# Only Love Is the Answer
Only Love Is the Answer ist ein Lied des deutschen Sängers, Komponisten und Produzenten Stephan Remmler aus dem Jahr 1996.

## Hintergrund
Die Musik des Liedes stammt von Stephan Remmler selbst, der Text entstand in Zusammenarbeit mit Thomas Hoffmann vom Rödelheim Hartreim Projekt. Das Lied beschreibt inhaltlich, dass Liebe alle Probleme lösen kann. Dominiert wird die Aufnahme von einer rückwärts eingespielten Sologitarre.

## Veröffentlichung
Das mit knapp sechs Minuten für Stephan Remmler ungewöhnlich lange Lied erschien zunächst am 14. Oktober 1996 unter dem Titel Was denn sonst … als letzter Song auf seinem sechsten Soloalbum Amnesia. Den in deutscher Sprache verfassten Refrain („Was denn sonst, wenn nicht Liebe“) sang Rachel Rep, die zu dieser Zeit noch als Model tätig war und später als Schlagzeugerin im Farin Urlaub Racing Team und danach als Autorin bekannt wurde.
Am 28. April 1997 wurde das Lied als Single unter dem Namen Only Love Is the Answer aus dem Album ausgekoppelt. In dieser neuen Version wurde der nunmehr englischsprachige Refrain von der US-amerikanischen Sängerin Brooke Russell gesungen. Für die Single-Version wurde das Lied um etwa zwei Minuten gekürzt.
Im Fernsehen trat Stephan Remmler gemeinsam mit Brooke Russell auf, unter anderem am 16. April 1997 in der ARD-Show Stars 97.
Only Love Is the Answer war für annähernd zehn Jahre die letzte Single von Stephan Remmler. Er zog sich danach aus der Öffentlichkeit zurück, bevor er 2006 mit 1, 2, 3, 4 … ein siebentes Soloalbum veröffentlichte.
In den deutschen Musikcharts konnte sich Only Love Is the Answer nicht platzieren.